# Суперкубок Сінгапуру з футболу 2011
Суперкубок Сінгапуру з футболу 2011  — 4-й розіграш турніру. Матч відбувся 9 лютого 2011 року між чемпіоном Сінгапуру клубом Етуаль та віце-чемпіоном Сінгапуру клубом Тампінс Роверс.
| Володар Суперкубка Сінгапуру 2011 |
| --------------------------------- |
|                                   |
| Тампінс Роверс Перший титул       |

## Матч

### Деталі
| 9 лютого 2011 13:30 (EEST) |

| Етуаль           | 1:2      | Тампінс Роверс            |
| ---------------- | -------- | ------------------------- |
| Белот 12' (пен.) | Протокол | Джурич 85' Пак Йо Себ 89' |

|  |